# Вулиця Архітектора Кобелєва
Ву́лиця Архіте́ктора Ко́белєва — вулиця в Солом'янському районі міста Києва, місцевості Солом'янка, Залізнична колонія. Пролягає від Стадіонного провулку до вулиці Івана Огієнка. 
Прилучається вулиця Брюллова.

## Історія
Вулиця виникла на межі XIX—XX століть, складалася з вулиць 6-та Лінія і 7-ма Лінія. 
З 1955 року набула назву вулиця Фурманова, на честь російського радянського письменника Дмитра Фурманова.
Сучасна назва на честь київського архітектора Олександра Кобелєва — з 2016 року.

## Установи та заклади
- № 1/5 — Київське вище професійне училище залізничного транспорту імені В. І. Кудряшова;
- № 9 — Дорожня клінічна лікарня № 2 Південно-Західної залізниці.

## Пам'ятки архітектури
Збереглася стара забудова Залізничної колонії — житлові будинки залізничників та ряд громадських споруд.
- № 1/5 — будівля колишнього притулку; архітектор О. Кобелєв, 1900;
- № 3/8 — хіміко-технічна лабораторія; архітектор З. Журавський, О. Кобелєв, 1901.

## Зображення

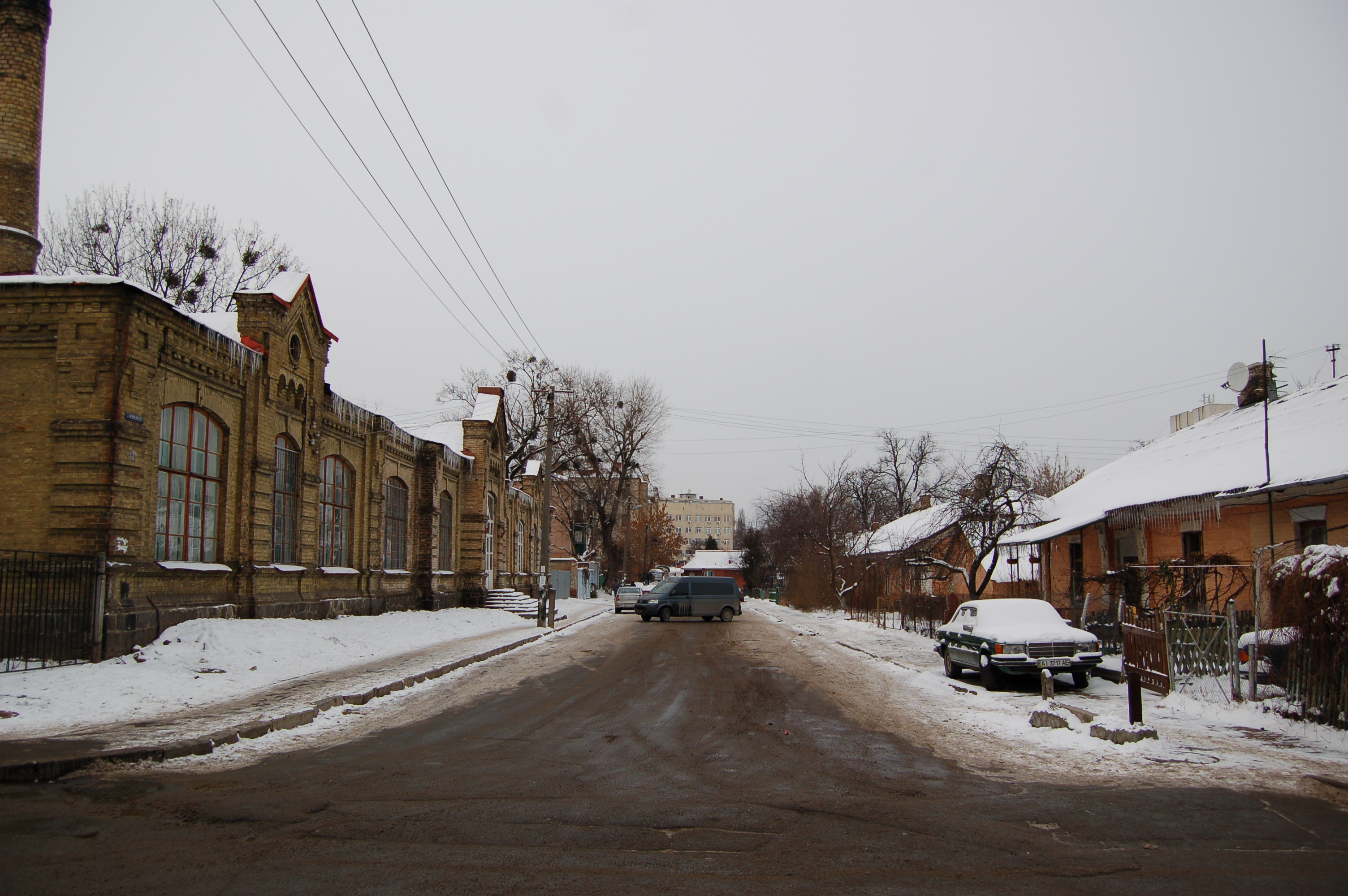
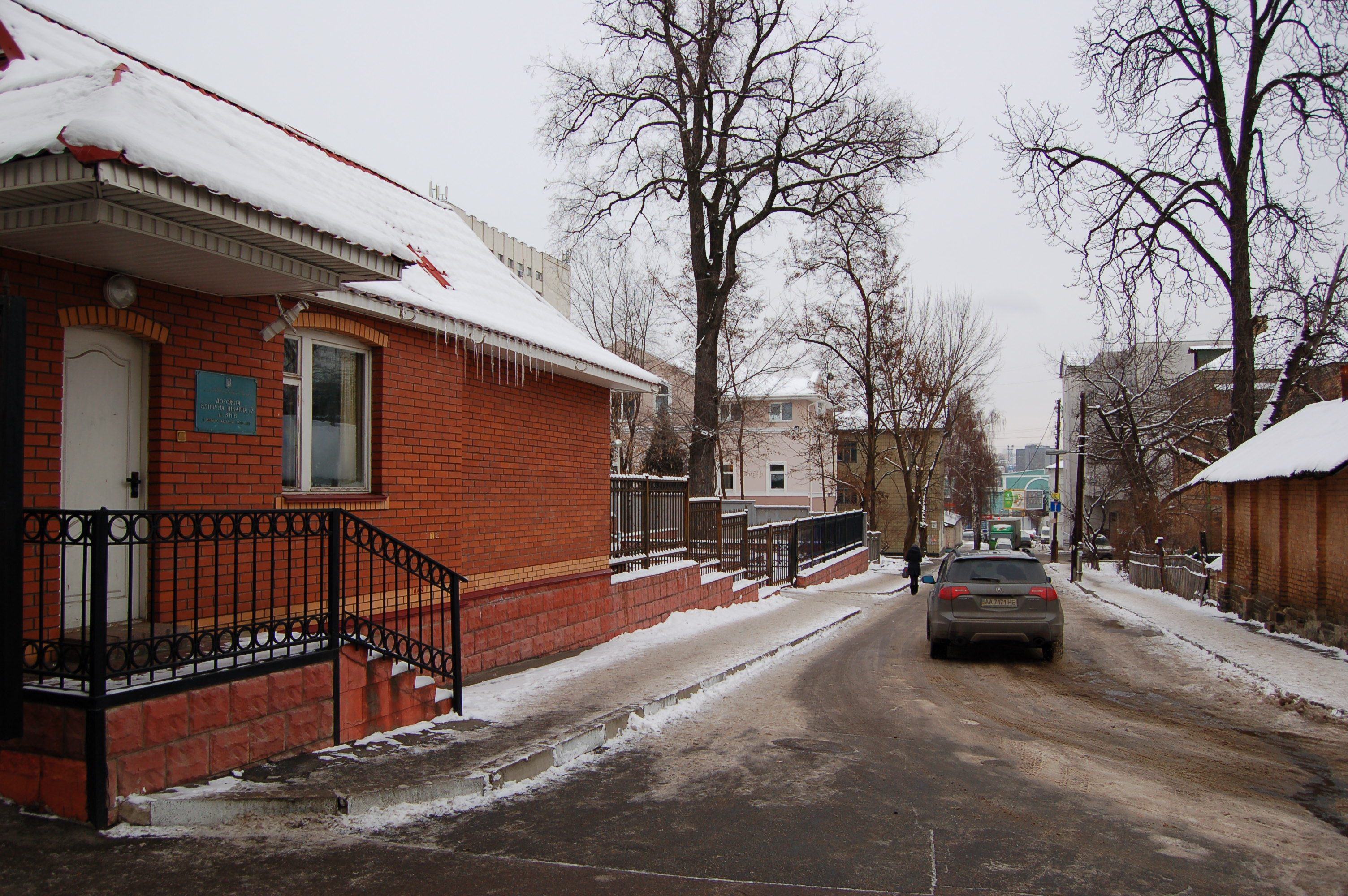
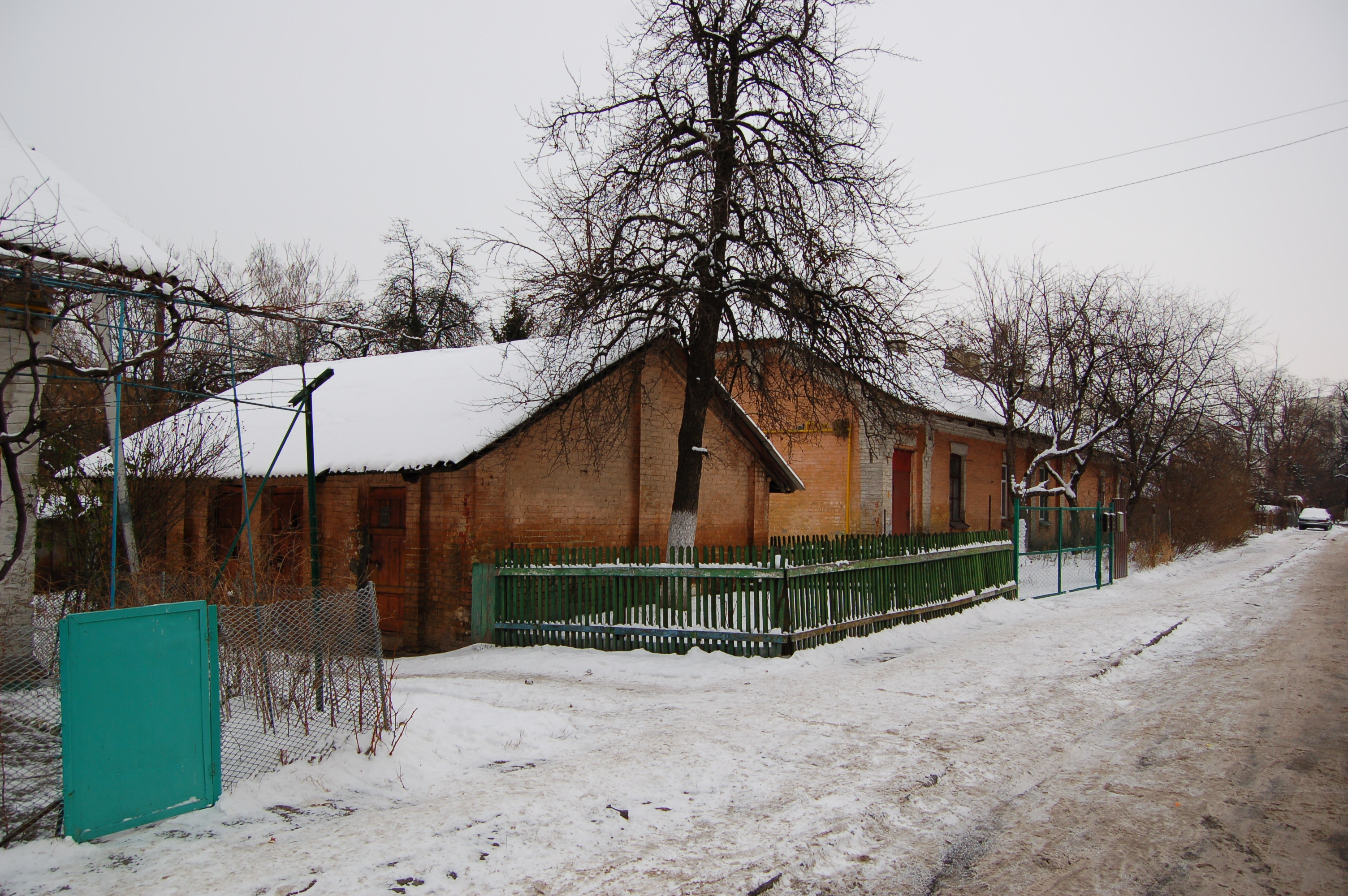

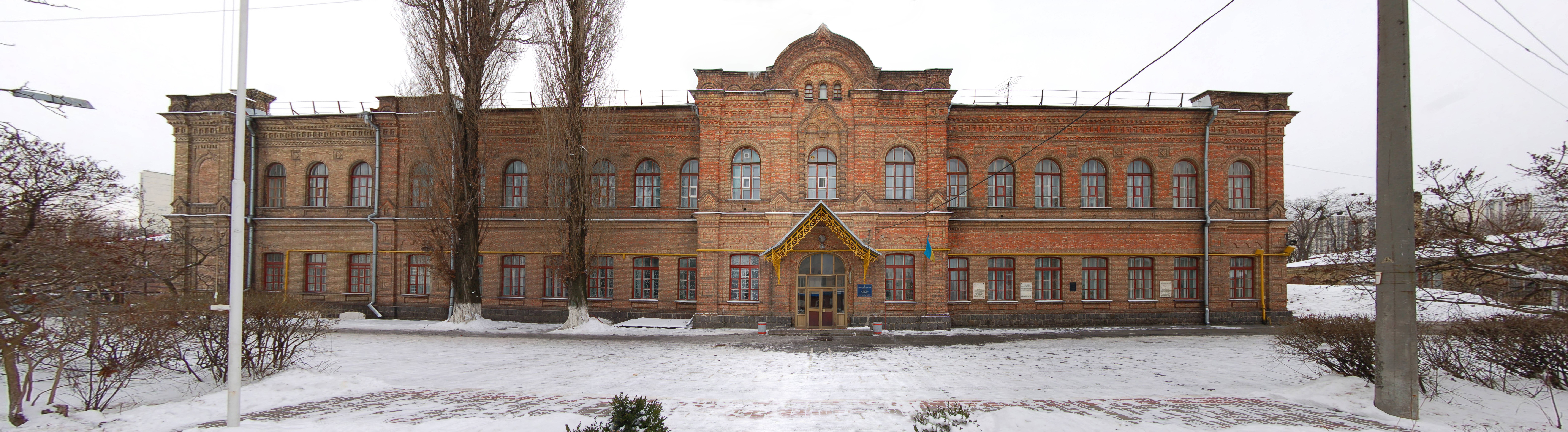
Будинок № 1/5
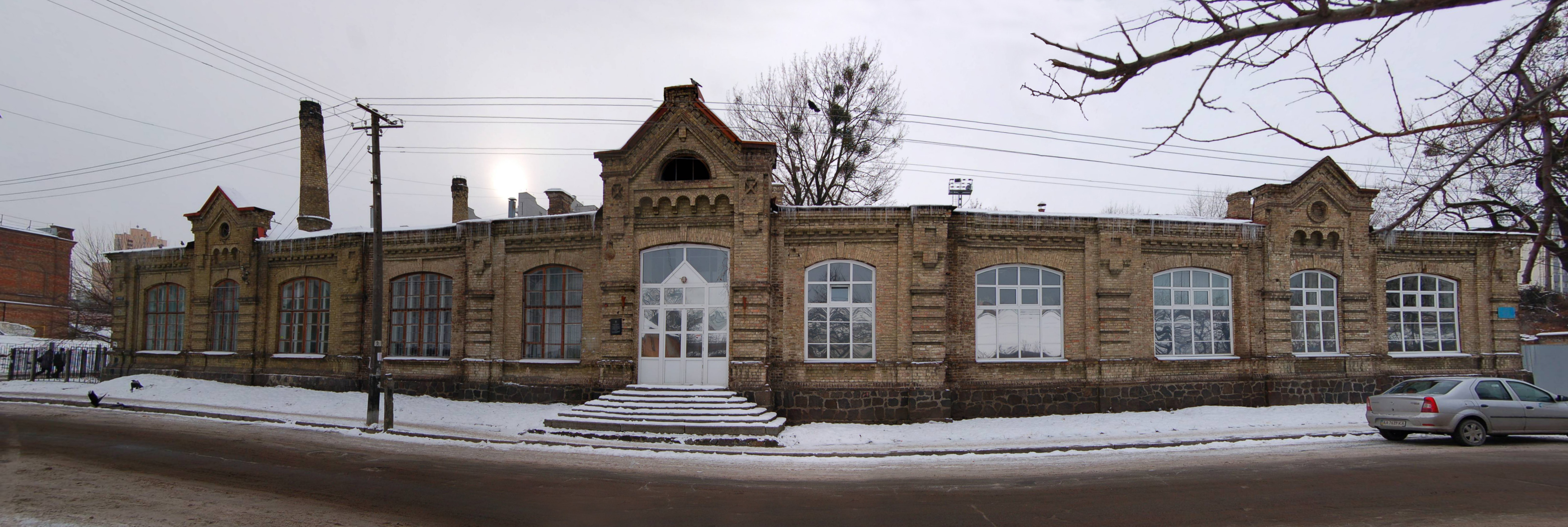
Будинок № 3/8

## Пам'ятники та меморіальні дошки

Володимиру Кудряшову
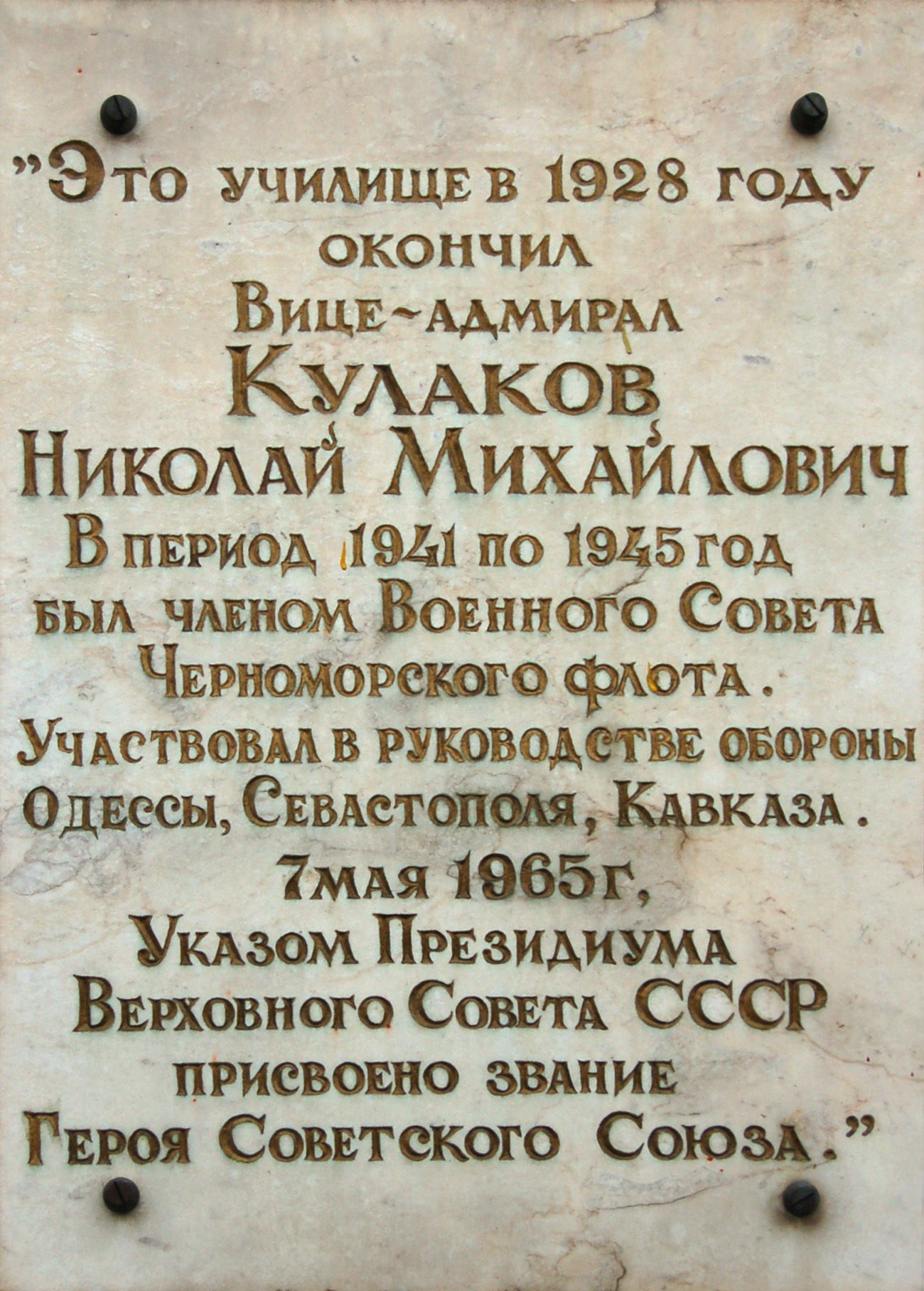
Миколі Кулакову (буд. № 1/5)
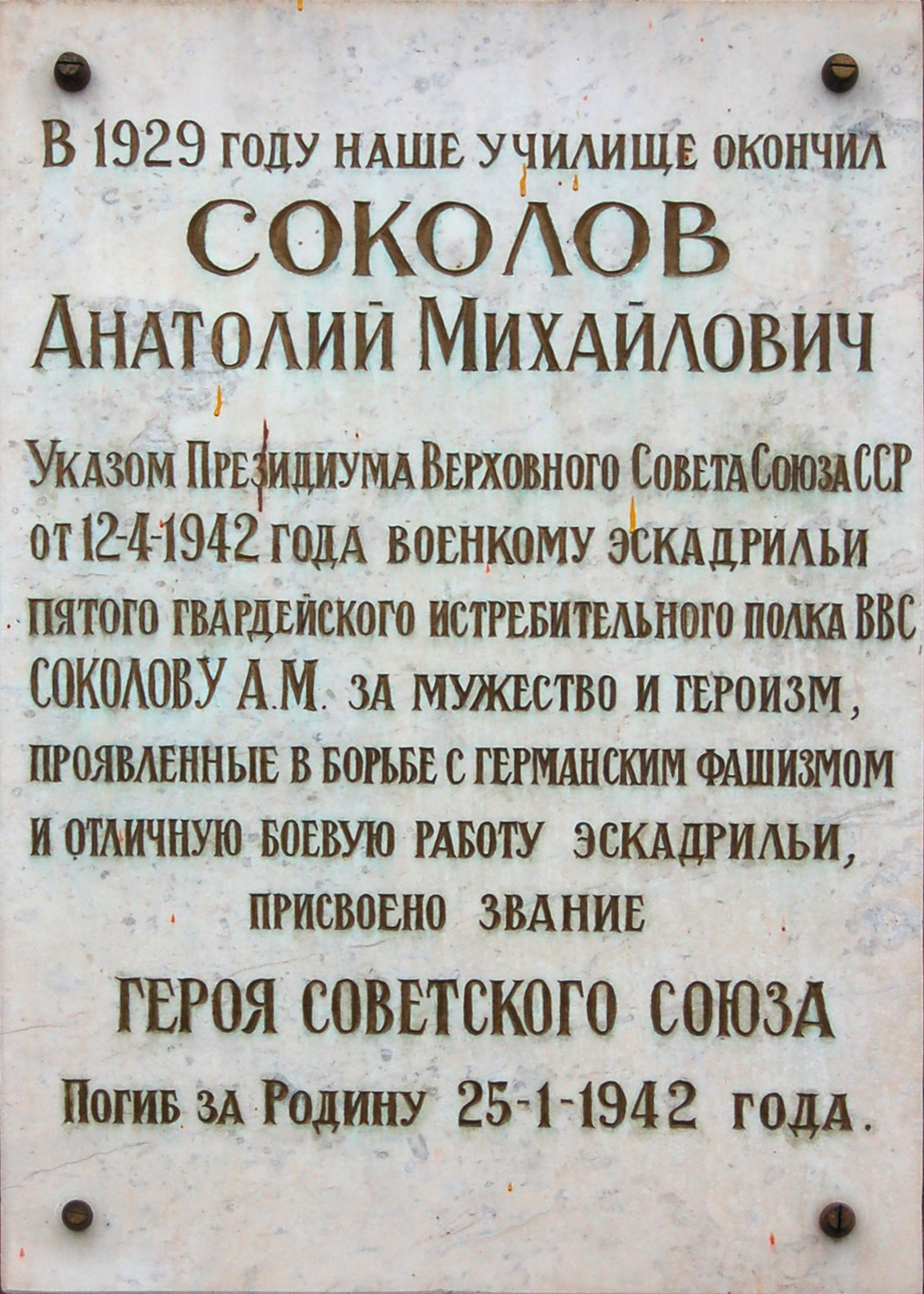
Анатолію Соколову (буд. № 1/5)
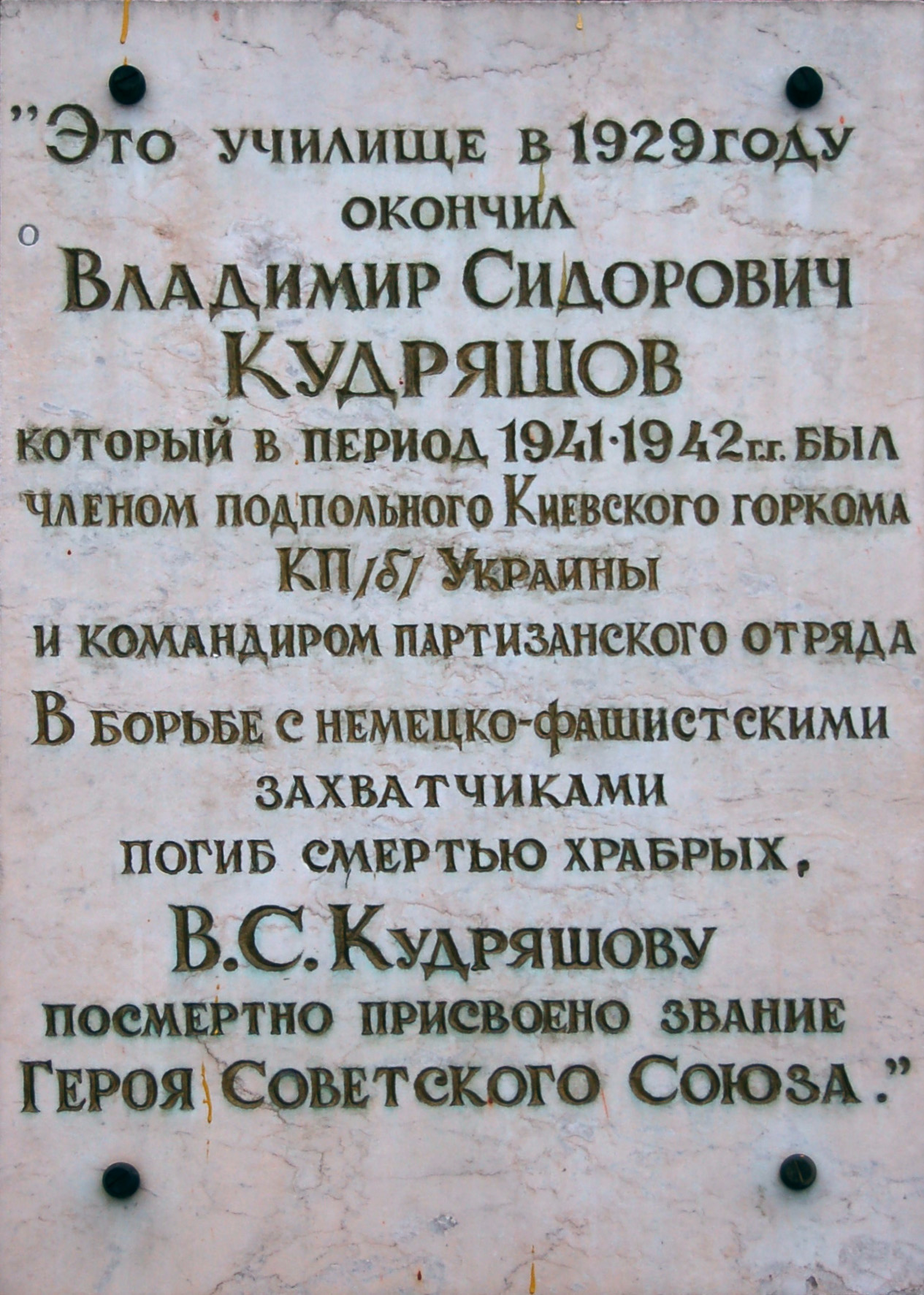
Володимиру Кудряшову (буд. № 1/5)